# Bni Said
Bni Said (en àrab بني سعيد, Bnī Saʿīd; en amazic ⴱⵏⵉ ⵙⵄⵉⴷ) és una comuna rural de la província de Tetuan, a la regió de Tànger-Tetuan-Al Hoceima, al Marroc. Segons el cens de 2014 tenia una població total de 9.103 persones.